# Rakovac (miasto Novi Pazar)
Rakovac (cyr. Раковац) – wieś w Serbii, w okręgu raskim, w mieście Novi Pazar. W 2011 roku liczyła 7 mieszkańców.